# Fisioteràpia
La fisioteràpia és la professió del camp de les ciències de la salut que avalua, planteja i du a terme programes de rehabilitació per millorar i recuperar les funcions motores, maximitzar el moviment, alleujar les sindromes doloroses i tractar i prevenir les alteracions físiques associades a malalties, lesions i altres discapacitats. Aplicant un ampli ventall de tècniques, com el moviment i els mitjans físics. També desenvolupen i implementen programes de prevenció i detecció de malalties i trastorns físics comuns.
El mot fisioteràpia prové de la unió de les veus gregues: φύση, que significa Naturalesa i θεραπεία, que ve del verb "στη θεραπεία" i vol dir guarir.
Per tant, des d'un punt de vista etimològic, fisioteràpia o physis-therapeia significa «tractament per la naturalesa», o també «tractament mitjançant agents físics». L'Organització Mundial de la Salut (OMS) defineix en 1958 la fisioteràpia com: «L'art i la ciència del tractament per mitjà de l'exercici terapèutic, calor, fred, llum, aigua, massatge i electricitat. A més, la fisioteràpia inclou l'execució de proves elèctriques i manuals per a determinar el valor de l'afectació i força muscular, proves per a determinar les capacitats funcionals, l'amplitud del moviment articular i mesures de la capacitat vital, així com ajudes diagnòstiques per al control de l'evolució».

## Història de la fisioteràpia
La història de la Fisioteràpia s'ha d'entendre des del conjunt d'actuacions, mètodes i tècniques que de forma personal o col·lectiva s'han basat en l'ocupació dels agents físics dins de situacions historicosocials diferents a fi de promoure la salut. Així, des de l'home primitiu, trobem referències a tractaments naturals o basats en agents físics per a combatre la malaltia associades en un principi a rituals magicoreligiosos. En l'antiga Mesopotàmia, una casta sacerdotal anomenada Asu era l'encarregada de realitzar el tractament mitjançant agents físics i també mitjançant la fitoteràpia. En l'antic Egipte, per la seva banda, aquesta funció requeia a la figura dels anomenats "Sinu", sanadors laics.
En l'Amèrica precolombina, els Asteques van desenvolupar mètodes terapèutics basats a l'aigua en els seus banys de vapor (temazcalli) de la mateixa manera que els Maies amb els seus banys de suor (zumpulche). No obstant això, un punt de referència important per al desenvolupament de la fisioteràpia va ser el floriment de la cultura hel·lènica. A partir de Grècia, l'empirisme en el qual s'havia basat fins llavors tot acte terapèutic, deixa pas a un enfocament més racional d'entendre la salut i la malaltia i en conseqüència, del tractament.
Hipòcrates, pare de la medicina, pot també considerar-se com un dels grans impulsors de la terapèutica física, allunyant-la de les pràctiques religioses i acostant-la a posicions més experimentals. La seua filosofia terapèutica era la d'"ajudar a la naturalesa", açò és, impulsar mitjançant mitjans naturals, les forces d'autocuració del cos (Vis Naturalis Medicatrix). En el tema del moviment com a agent terapèutic (cinesioteràpia), Hipòcrates va desenvolupar maniobres de correcció de les incurvacions del raquis de causa externa, mitjançant compressions, traccions i manipulacions.
Al camp del massatge com a agent terapèutic (Massoteràpia) va descriure l'anomenada anatripsi, o "fricció cap amunt" que aplicava per a realitzar drenatges vasculars. Així mateix, va impulsar mètodes gimnàstics preparatoris per a l'enfortiment de les extremitats en l'art de la caça, l'esport i la guerra, mètode que posteriorment perfeccionaria Herodio en el seu tractat Ars Gimnàstica.
Aristòtil per la seua banda va consagrar els seus esforços en aquest camp a l'estudi de la cinesiologia o ciència del cos humà en moviment, i a l'estudi de la marxa humana. Al camp de l'electroteràpia, o electricitat com a agent terapèutic, va realitzar experiències amb descàrregues elèctriques de peix torpede (vaca), que aplicava per als atacs de gota, mètode que després popularitzarien els romans.
L'Civilització Romana va desenvolupar aquesta tècnica. Així, el massatge era pràctica habitual a l'imperi i es realitzava abans i després dels banys, de gran auge en aquells dies, a càrrec dels anomenats frictori i ungüentarii. Celi Aurelià introdueix l'hidrocinesiterapia (gimnàstica aquàtica), i la suspensió-teràpia (cinesiteràpia amb pesos i corrioles), així com pautes per a exercicis postoperatoris i malalties reumàtiques com l'artritis entre d'altres. Asclepíades Bitini va desenvolupar exercicis terapèutics basats en el moviment actiu i passiu, així com els anomenats banys penjats. La figura principal d'aquesta època, això no obstant, va ser Galè, que va descriure una gran varietat d'exercicis terapèutics amb els seus paràmetres de vigor, durada, freqüència, ús d'aparells i part del cos intervinent, així com gimnàstica planificada del tronc i els pulmons, per a la correcció del tòrax deformat cifòtic o escoli-òtic.
En l'edat mitjana, la consolidació del cristianisme comporta un abandó de la cultura de la salut corporal, ja que l'home deixa de preocupar-se per les vicissituds fisicoterrenals i posa la seua mirada en el conreu de l'esperit i el més enllà. La civilització, la cultura i el llegat dels clàssics, es refugien als monestirs i els coneixements sanitaris queden en mans de la classe religiosa. Amb tot, a Europa, es van unir i van ajudar els hòmens d'igual i ocupació: cirurgians-barbers i sanitari-apotecaris.
No obstant això, en 1215 una llei aprovada a diversos països europeus, prohibeix la pràctica de la cirurgia als metges. Aquí, el cirurgià se separa de la medicina (farmacopea), ja que utilitzarà la mà com a instrument, consagrant-se per tant a l'art manual. Els metges, que fonamentalment utilitzaven la botànica, eren considerats els sanadors de les classes altes i influents i tenien accés a la universitat, mentre que els cirurgians-barbers eren menyspreats per aquelles, no gaudien de formació universitària i atenien principalment les classes més humils. La part més important d'aquest grup evolucionà en el temps fins a desenvolupar la cirurgia actual, que molts segles després, a l'època moderna, i a causa dels seus beneficis i eficàcia demostrada, tornà a integrar-se amb la medicina. No obstant això, un altre grup d'ells, es van decantar per l'aplicació d'agents físics amb fins terapèutics i van ser precisament els que van mantenir aquesta tradició en l'edat mitjana. Com es veu, cirurgians i fisioterapeutes tenen històricament un tronc comú.
Tornant a l'edat mitjana, al contrari de l'Europa cristiana, al món musulmà sobreviuen les fonts dels clàssics i s'experimenta un gran interès per totes les ciències i la medicina. Metges com Avicenna, Averrois o Maimònides descriuen en els seus textos remeis per a nombroses malalties, moltes d'elles tractades amb Agents Físics, sobretot problemes reumàtics i afeccions de columna, utilitzant per a això massatge, traccions, exercicis i diverses manipulacions.
Al Renaixement ressorgeix l'interès a Europa pel llegat dels clàssics i les obres dels grans terapeutes del passat són rellegides i estudiades. A l'Època Moderna, el progrés i desenvolupament de la ciència ampla en gran manera els horitzons de la medicina. Es comencen a realitzar aplicacions pràctiques dels descobriments científics als laboratoris universitaris, així com s'amplien els coneixements anatòmics, de fisiologia i de terapèutica.
Al camp de la fisioteràpia, es desenvolupa la teràpia manipulativa articular en mans de Andrew Taylor Still (osteopatia) i Daniel David Palmer (quiropràctica), així com la hidroteràpia i balneoteràpia (Vincent Priessnitz i Sabastian Kneipp).
Al camp de la massoteràpia destaca P.Henrik Ling, que desenvolupa la pràctica i ensenyament del massatge, el «massatge Suec». Al camp de l'exercici, desenvolupa així mateix un mètode Gimnàstic propi, la "Gimnàstica Sueca", sent un precursor de la Cinesiteràpia, terme que es crega oficialment en 1847. El camp de la mecanoteràpia (utilització d'enginys mecànics) avança gràcies als estudis de Gustav Zander. Els grans avanços en la comprensió i control del fenomen elèctric així com de la fisiologia del sistema nerviós, permeten una aplicació cada vegada més qualificada de l'electroteràpia. A principis del segle xx, s'impulsa als hospitals de Londres l'ús dels agents físics per al tractament de patologia respiratòria, l'origen de l'actual fisioteràpia respiratòria.
A mitjans del segle xx, i després de les Guerres Mundials i epidèmies, que resultaren en una gran quantitat de malalts, lesionats i discapacitats, a poc a poc la classe mèdica va assabentar-se de la necessitat de la creació d'un corpus professional que es consagre exclusivament a l'estudi i pràctica de la fisioteràpia. Es van crear estudis universitaris i federacions professionals arreu al món. Algunes figures importants són Kalternborn, Maitland, McKenzie, Cyriax, Souchard, Mezieres, Busquet, Butler, Postiaux, Giménez, Perfetti, o Vojta entre molts d'altres.
En l'actualitat, gràcies als avanços de la tecnologia la fisioteràpia disposa al seu abast de nombrosos agents físics (massatge, aigua, so, electricitat, moviment, llum, calor, fred…) per les especialitats d'electroteràpia, ultrasonoteràpia, hidroteràpia, mecanoteràpia, termoteràpia, magnetoteràpia o laserteràpia, entre d'altres, però sense descuidar noves concepcions i mètodes de teràpia manual (principal ferramenta del fisioterapeuta) per a la prevenció, tractament, curació i recuperació d'un gran nombre de patologies i lesions.

## Funcions del fisioterapeuta
Són tres: assistencial, docent i investigadora i de gestió.

### Funció assistencial
Relació que el fisioterapeuta, com a professional sanitari, estableix amb la societat sana i malalta amb la finalitat de prevenir, curar i recuperar per mitjà de l'actuació i tècniques pròpies de la fisioteràpia.
El fisioterapeuta haurà d'establir una valoració prèvia i personalitzada per a cada malalt a partir del diagnòstic mèdic, que consistirà d'un sistema d'avaluació funcional i un sistema de registre i història clínica de fisioteràpia, en funció dels quals, plantejarà uns objectius terapèutics i en conseqüència dissenyarà un plans terapèutic utilitzant per a això els agents físics propis i exclusius de la seua disciplina.
Sense cap gènere de dubtes, la ferramenta principal del fisioterapeuta és la mà i en conseqüència, la teràpia manual. Així:
- Massoteràpia: aplicació de distintes modalitats de massatge, com el massatge terapèutic, el drenatge limfàtic manual terapèutic, el massatge transvers profund, crio-massatge, massatge esportiu, inducció i alliberament miofascial, tècniques manuals neuro-musculars, miotensives, massatge del teixit conjuntiu, massatge reflex, massatge del periosti, etc.

- Cinesioteràpia, o Teràpia pel Moviment.

- Fisioteràpia Manipulativa Articular.

- Reeducació postural global i mètodes cinésics manuals analítics i/o globals de valoració i tractament, potenciació, estirada i reequilibració de la funció múscul-esquelètica.

- Rehabilitadora del sòl pelvià

- Mobilitzacions articulares, neuromeníngies, fascials i viscerals.

- Mètodes manuals de reeducació del to postural, sinergies i patrons neuromotors patològics en el cas de la Fisioteràpia Neurològica.

- Mètodes manuals de desobstrucció de la via aèria, reequilibració dels paràmetres ventilatoris i reeducació a l'esforç en el cas de la Fisioteràpia Respiratòria.

- Gimnàstica miastènica hipopressiva i altres mètodes analítics i/o globals per a la reeducació de disfuncions pelvianes uro-ginecològica en l'àmbit de la Fisioteràpia Obstètrica.

- Embenat funcional i Cinesio-tàping.

Però també s'ajuda d'altres agents físics:
- Electroteràpia: aplicació de corrents elèctrics.

- Ultrasonoteràpia: aplicació d'ultrasons.

- Hidroteràpia: Teràpia per l'aigua.

- Termoteràpia: Teràpia per la calor.

- Mecanoteràpia: aplicació d'enginys mecànics a la teràpia.

- Radiacions: excepte radiacions ionitzants.

- Magnetoteràpia: Teràpia mitjançant camps electromagnètics.

- Crioteràpia: Teràpia mitjançant el fred.

- Laserteràpia.

- Vibroteràpia.

- Pressoteràpia.

- Teràpia per Ones de xoc radials.

- Electrobioretroalimentació.

- Altres agents físics aplicats a la teràpia.

### Funció docent i investigadora
La Fisioteràpia és una professió sanitària que està integrada a la Universitat; correspon per tant al fisioterapeuta docent proporcionar una formació qualificada als seus alumnes, adaptar-se als nous avanços científics que es produïsquen en la professió per a així poder proporcionar una formació en tot moment actualitzada i participar en estudis d'investigació propis de la seua disciplina.

### Funció de gestió
El fisioterapeuta té la responsabilitat de participar en la gestió dels gabinets, hospitals o centres de fisioteràpia on realitza la seua activitat sanitària.

## Processos en els que intervé la Fisioteràpia
La Fisioteràpia intervindrà en els processos patològics de totes les Especialitats de Medicina i Cirurgia sempre que en ells estiga indicada baix prescripció mèdica l'aplicació de qualsevol de les modalitats de Terapèutica Física abans descrites, sent el fisioterapeuta el responsable de la valoració i planificació d'objectius i mesures terapèutiques pròpies de la seua disciplina:
- Ginecologia i Obstetrícia: Reeducació pre i post part, incontinència urinària, etc.

- Pediatria: Paràlisi Cerebral Infantil, Paràlisi Braquial Obstètrica, Bronquiolitis, Artrogriposis, Atenció Primerenca, etc.

- Vascular: Fisioteràpia en Amputats, drenatges limfàtics i venosos, etc.

- Neurologia: Ciàtica, Hèrnia de disc, Hemiplegies, Esclerosi múltiple, Parkinson, Paràlisis Nervioses, TCE, Lesió Medul·lar, etc.

- Gerontologia: pèrdua de mobilitat i funcionalitat del pacient ancià.

- Pneumologia: MPOC, Fibrosi quística, cirurgies toràciques, etc.

- Traumatologia i Ortopèdia: Esquinços, fractures, luxacions, ruptures musculars, lesions esportives, desviacions de la columna, recuperació postoperatòria.

- Reumatologia: Artrosi, Artritis, Fibromiàlgia, calcificacions, Osteoporosi, Espondiloartritis, etc.

- Cardiologia: Reeducació a l'Esforç de pacients cardiòpates.

- Coloproctologia: Incontinència Fecal.

- Oncologia: Linfedemes post-mastectomies.

- Hematologia: Hemofília.

- Fisioteràpia del Pacient Cremat.

- Altres: Alteracions psicosomàtiques, Estrès, etc.

En funció de la patologia o la lesió, la fisioteràpia en alguns casos és teràpia de primera elecció i en altres és un suport de gran ajuda al tractament mèdic o farmacològic.

## Especialitats de la fisioteràpia[calcitació]

### Fisioteràpia Manipulativa Articular
Especialitat de postgrau en Espanya de la fisioteràpia que consisteix en l'art i la ciència del tractament de lesions i quadres patològics mitjançant manipulacions articulares d'impuls ràpid i curt rang de moviment. Es pot considerar com una modalitat de la cinesioteràpia i mitjançant l'acte de l'impuls manipulatiu raquidi es corregeixen alteracions articulares, vasculars i nervioses a nivell metamèric, encara que també s'aplica a les articulacions del crani i les extremitats.
La Fisioteràpia Manipulativa Articular ha evolucionat com la concepció particular que han desenvolupat els fisioterapeutes al llarg del segle xx als postulats originals de l'Osteopatia estructural d'Andrew Taylor Still, i encara que per això participa de molts dels seus principis, i ha desenvolupat també la seua pròpia idiosincràsia. Algunes de les personalitats que han contribuït a desenvolupar aquesta disciplina són el Dr.Cyriax, i fisioterapeutes de la talla de Maitland, McKenzie o Kaltenborn entre d'altres. És una prescripció mèdica i ha de ser aplicada per un fisioterapeuta.

### Fisioteràpia de l'Esport
El creixent auge, popularització i desenvolupament de l'esport tant d'amateur com professional en les societats actuals, deriva en la necessitat i la demanda d'un professional sanitari especialista capacitat per a donar respostes de demostrada eficàcia als problemes i/o lesions que aquesta pràctica implica, sense que les seues solucions impliquen efectes secundaris, toxicitat, o complicacions de dopatge que perjudiquen l'esportista.
El fisioterapeuta de l'esport, que només utilitza agents físics innocus com a arsenal terapèutic, ha de conèixer exhaustivament l'anatomia, la fisiologia i la patomecànica de la lesió esportiva sobre la qual desenvoluparà, a partir del diagnòstic mèdic, un protocol correcte d'actuació terapèutica eficaç per a recuperar com més prompte millor a un pacient tan exigent com és l'esportista lesionat.
Entre les lesions més comunes de la pràctica esportiva, es troba la contractura muscular, sobrecàrregues, contusions, elongacions, distensions i ruptures de fibres; tendinopatia i altres patologies del tendó; esquinç i distensió de lligaments; recuperació postoperatòria, recuperació funcional i posada al punt per a l'activitat esportiva després d'intervencions quirúrgiques per lesions traumàtiques com a fractures, ruptura total del ventre muscular o plàsties de tendó i/o lligament.
El fisioterapeuta de l'esport ha de manejar i dominar una gran varietat de tècniques de massoteràpia i osteopatia, mètodes cinésics analítics, globals i propioceptius de recuperació funcional, així com l'embenat funcional, la isocinètica, la hidroteràpia, la crioteràpia, la termoteràpia i l'electroteràpia entre altres disciplines que li són pròpies per a la correcta recuperació de l'esportista.
Així mateix, és prioritat absoluta del fisioterapeuta de l'esport incidir sobre la prevenció de les lesions dels esportistes que té a càrrec seu, mitjançant taules i protocols d'exercicis terapèutics personalitzats que l'esportista realitzarà entre les competicions, així com un tractament específic precompetició i immediatament postcompetició.
Actualment, el fisioterapeuta de l'esport està integrat dins de la plantilla tècnica dels clubs i equips esportius, així com en pavellons, piscines, gimnasos i gabinets d'exercici liberal. La utilització d'agents físics com ara massatge, moviment, calor, fred, etc. utilitzats per al tractament de les lesions esportives, és una prescripció mèdica i ha de ser realitzada exclusivament per un fisioterapeuta per a garantir l'eficàcia del tractament.

### Fisioteràpia Traumatològica
La fisioteràpia traumatològica és una especialitat de la fisioteràpia que es defineix com l'art i la ciència del tractament mitjançant agents físics de la patologia traumàtica. Dins d'ella, podem citar: fractura òssia, luxació, politraumatismes, esquinç, patologia traumàtica muscular, etc.
Per a l'abordatge, el fisioterapeuta especialista en traumatologia desenvolupa, a partir del diagnòstic mèdic, una valoració detallada del pacient i desenvolupa un protocol d'acció terapèutica encaminat principalment a alleugeriment del dolor, reducció de la inflamació, recuperació de la mobilitat i recuperació funcional del pacient.
Per a això utilitza tècniques de massoteràpia, cinesioteràpia, magnetoteràpia, electroteràpia, ultrasonoteràpia, hidroteràpia, FNP, i totes quantes derivades dels agents físics considerara oportú realitzar. La fisioteràpia traumatològica, o recuperació física d'un pacient traumatològic, és una prescripció mèdica i ha de ser realitzada íntegrament per un fisioterapeuta per a garantir l'eficàcia del tractament.

### Altres
- Fisioteràpia Obstètrica
- Fisioteràpia Respiratòria
- Fisioteràpia Reumatològica
- Fisioteràpia Neurològica
- Fisioteràpia Neurològica Infantil
- Fisioteràpia Geriàtrica
- Fisioteràpia Pediàtrica

Comptant totes elles amb un plantejament terapèutic propi per a l'abordatge dels quadres nosològics específics abans citats.

## Fisioteràpia i rehabilitació
Un error comú és considerar que fisioteràpia i rehabilitació és el mateix. No és exactament així. La rehabilitació és la recuperació física, psíquica, social i laboral, és a dir, la rehabilitació és la recuperació global del malalt o lesionat.
La fisioteràpia només s'ocupa de la recuperació física. La rehabilitació és, per tant, un treball multidisciplinari. Es podria dir que en el procés de rehabilitació, intervé la fisioteràpia, però la fisioteràpia no és pas tota la rehabilitació hi intervenen a més altres especialitats: la logopèdia, la teràpia ocupacional, la psicologia, etc.
D'altra banda, com s'ha explicat anteriorment la fisioteràpia té dins de les seues funcions assistencials a més de la recuperació, la prevenció, per la qual cosa també podria dir-se que no tota la fisioteràpia és rehabilitació.

## On treballen els Fisioterapeutes
Els fisioterapeutes treballen en hospitals i Centres de Salut, tant en atenció primària com especialitzada. Així mateix, en gabinets d'exercici lliure, centres mèdics, mútues d'accidents de treball o de trànsit, clubs esportius, centres de dia, centres geriàtrics, col·legis d'educació especial, balnearis, associacions de malalts, gimnasos i centres esportius, atenció domiciliària.
També es troben fisioterapeutes docents en universitats o centres de formació continuada.